# 바르샤바 전투 (1920년)
일명 비스와강의 기적(폴란드어: Cud nad Wisłą 수트 나드 비스와[*])이라고도 불리는 바르샤바 전투(폴란드어: Bitwa Warszawska 비트와 바르샤브스카[*], 러시아어: Варшавская битва 바르샤브스카야 비트바[*])는 1920년 8월 12일부터 1920년 8월 25일까지 폴란드의 수도 바르샤바 근교에서 유제프 피우수트스키 휘하의 폴란드군과 미하일 투하쳅스키 휘하의 소련군이 벌인 전투이다. 폴란드-소련 전쟁의 가장 큰 전투였으며, 이 전투에서 기적적인 대승을 거둔 폴란드 군은 전쟁의 주도권을 완전히 가져오게 되었고, 소련군을 추적해 가면서 승전했다.

## 같이 보기
- 스테판 마주르키에비치